# Trapps du Deccan
Les trapps du Deccan, également orthographié trapps du Dekkan, sont une province magmatique de l'ouest de l'Inde, d'origine volcanique et constitués d'un empilement de coulées de lave sur plus de 2 400 m d'épaisseur en formant des trapps. Ils se présentent sous la forme d'un plateau incliné vers l'est et dont le rebord occidental fait face à l'océan Indien sous la forme des Ghats occidentaux. Leur formation remonte à la fin du Mésozoïque et ils pourraient être impliqués dans la crise Crétacé-Tertiaire qui a notamment vu disparaître les dinosaures non aviens.

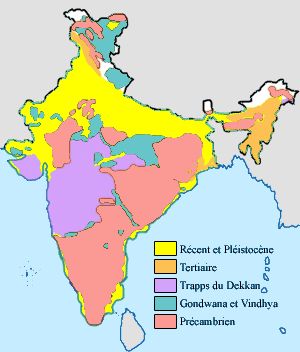
Carte géologique simplifiée de l'Inde avec les trapps du Deccan en violet.

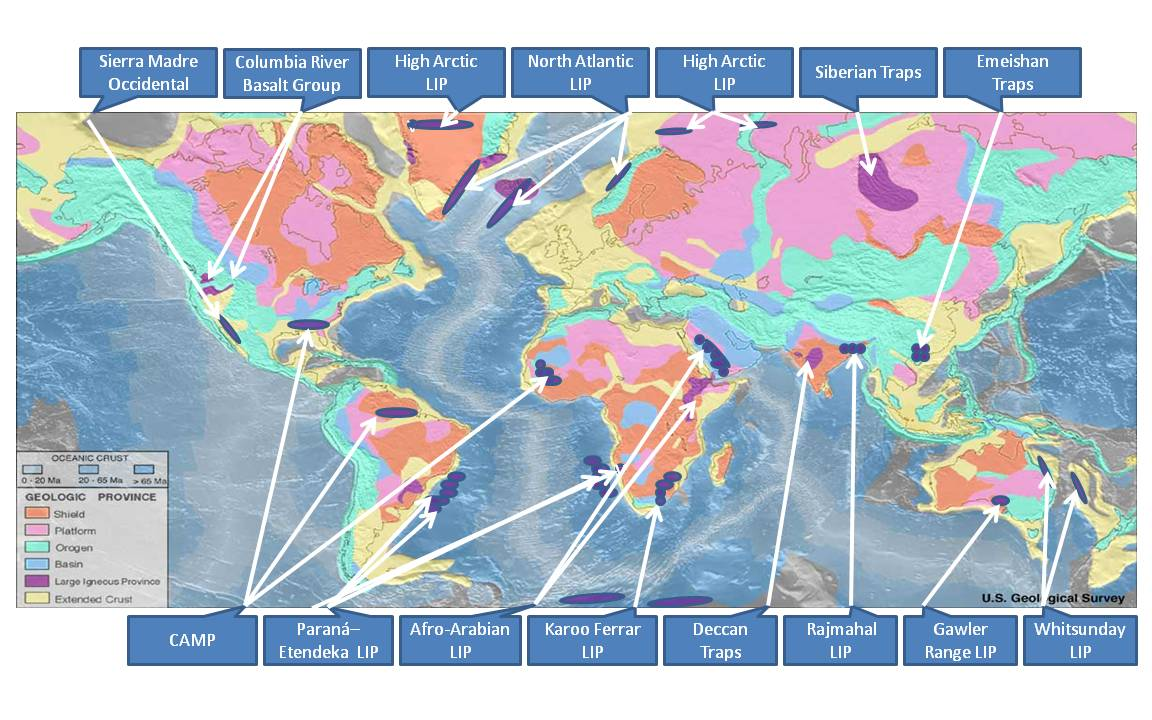
Carte montrant les grandes provinces magmatiques du globe.

## Géographie
Les trapps du Deccan se trouvent dans l'ouest de l'Inde, à cheval sur les États du Gujarat, du Madhya Pradesh et du Maharashtra, ainsi que dans le sud du Rajasthan. La majeure partie des 500 000 km2 de cette grande province ignée forme un plateau relevé à l'ouest où se trouvent l'escarpement des Ghats occidentaux. Dans la partie septentrionale et dans la péninsule de Kâthiâwar, les trapps forment des plaines entrecoupées de montagnes.
Chaque coulée de lave peut mesurer de 10 à 50 m d'épaisseur, jusqu'à 150 m pour les plus épaisses, la hauteur totale de l'empilement atteignant 2 400 m dans la partie occidentale.

## Formation

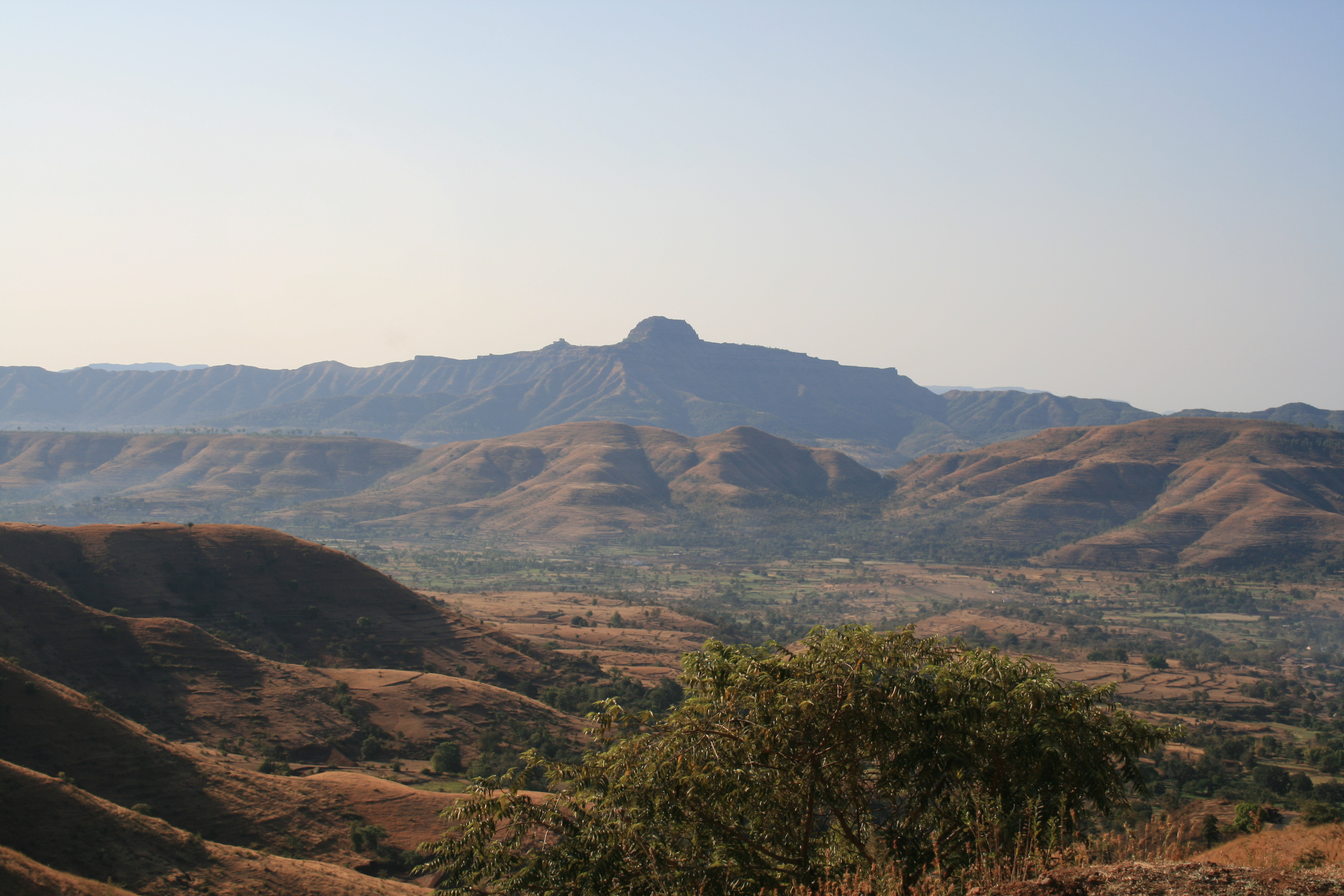
Vue de l'empilement des coulées de lave non loin de Pune.

Les trapps du Deccan se sont formés entre la fin du Mésozoïque et le début du Cénozoïque, il y a 60 à 68 millions d'années,. L'empilement de coulées de lave basaltique recouvrait à l'origine une superficie de 1,5 à 2 millions de kilomètres carrés, pour un volume émis de deux à trois millions de kilomètres cubes ; l'érosion due à l'altération du basalte et la tectonique des plaques ont ensuite réduit la superficie à 500 000 km2 actuellement et le volume directement observable à 512 000 km3. Ils reposent sur des terrains granitiques et gneissiques constituant un bouclier datant du Précambrien. Les causes et le mode de formation de ces trapps sont encore mal connus, mais les scientifiques sont d'accord pour dire que le débit de lave a été très important. Les épisodes éruptifs les plus longs ont pu durer plusieurs années, et se sont succédé de manière répétée pendant une période d'une durée estimée entre 30 000 ans et un million d'années pour former les trapps,. Le point chaud de La Réunion, actuellement situé dans le sud-ouest de l'océan Indien sous l'île du même nom et qui a aussi formé les Maldives, l'archipel des Chagos et les Mascareignes, serait responsable de ces coulées de lave, ; le sous-continent indien suivant le mouvement vers le nord de la plaque indienne, la formation des trapps aurait cessé une fois qu'ils n'étaient plus situés à l'aplomb du point chaud.
Une autre théorie pour la formation de ces coulées de lave fait intervenir un grand cratère au large des côtes dans la mer d'Arabie et baptisé Shiva,. Ce cratère, dont l'origine n'est pas déterminée mais qui pourrait être météoritique, date d'il y a 65 millions d'années, donc contemporain des trapps,. Le choc de la météorite supposée pourrait avoir fragilisé la lithosphère au point de favoriser ces épanchements massifs de lave. La relation de cause à effet n'est cependant pas formellement établie.
Par les gaz, notamment le dioxyde de carbone, et les cendres rejetés dans l'atmosphère lors de leur formation, les trapps du Deccan ont pu jouer un rôle dans l'extinction Crétacé-Paléogène par modification des climats à l'échelle mondiale,. Du dioxyde de carbone a ainsi été émis lors du dégazage de ces coulées de lave, puis absorbé lors de l'altération du basalte qui les compose. Au total, la quantité de ce gaz rejetée initialement dans l'atmosphère au cours de cet épisode serait de 1,6 × 1018 moles, ce qui équivaut à la moitié du dioxyde de carbone actuellement dissous dans les océans. Cette hausse du taux de dioxyde de carbone dans l'atmosphère se serait résorbée en 1,5 million d'années par l'altération des silicates, et aurait entraîné une élévation des températures mondiales de 4 °C.